# Faloidin
Faloidin, psáno též phalloidin, je hepatotoxický cyklický heptapeptid, patřící do skupiny falotoxinů. V čistém stavu je to amorfní bílá látka, připravovaná lyofylizací methanolového extraktu z přírodního materiálu, rozpustná ve vodě, methanolu a ethanolu. Byla popsána i jeho syntetická příprava.

## Výskyt vpřírodě
Je obsažen v některých jedovatých druzích hub rodu muchomůrka (Amanita), zejména:
- Amanita phalloides (Fries) Link – muchomůrka zelená (obsah přibližně 0,01 %)
- Amanita virosa (Fries) Bertillon – muchomůrka jízlivá.

## Použití
V biologii se využívá při studiu aktinových struktur v buňkách k jejich značkování (markování).
Jako součást extraktu z muchomůrky zelené je používán v homeopatických preparátech.

## Toxický účinek
Biochemickou podstatou jeho toxického účinku je inhibice depolymerizace aktinových filament. Poškozuje také strukturu buněčné membrány, zejména u jaterních buněk, protože v játrech dochází k jeho koncentrování. Při intravenosní aplikaci dochází k významnému poklesu krevního tlaku a k zpomaleni srdečního tepu. Mechanismus otravy je stejný jako u ostatních falotoxinů. Při podání ústy je tato látka poměrně neškodná, protože v trávicícm traktu se příliš nevstřebává, případně je rozkládána žaludečními šťávami; je proto zapotřebí její parenterální aplikace. V takovém případě je LD50 u člověka odhadována na 2 mg/kg, laboratorně stanovená LD50 u myší je 2 až 5 mg/kg hmotnosti těla.
Jako protijed se doporučuje silymarin, obsažený v ostropestřci mariánském (Silybum marianum). Silymarin se sám váže na receptory v jaterních buňkách, které jsou jinak atakovány faloidinem a příbuznými jedy.

## Historická poznámka
Strukturu faloidinu popsal a v čistém stavu jej poprvé izoloval v roce 1937 německý organický chemik, pozdější nositel Nobelovy ceny za fyziologii a lékařství Feodor Lynen s Ulrichem Wielandem na Mnichovské univerzitě, studenti nositele Nobelovy ceny za chemii, H. O. Wielanda.

## Původ jména
Jméno je odvozeno od druhového přívlastku latinského názvu muchomůrky zelené (phalloides).